# São Mamede (kommun)
São Mamede är en kommun i Brasilien.   Den ligger i delstaten Paraíba, i den östra delen av landet, 1 500 km nordost om huvudstaden Brasília. Antalet invånare är 7 748. Arean är 530 kvadratkilometer.
Terrängen i São Mamede är platt åt nordväst, men åt sydost är den kuperad.
Omgivningarna runt São Mamede är huvudsakligen savann. Runt São Mamede är det glesbefolkat, med 14 invånare per kvadratkilometer.